# Baú (Candiota)
Baú é um distrito do município de Candiota, no Rio Grande do Sul . O distrito possui  cerca de 1 700 habitantes e está situado na região norte do município .